# Gargara nigrocarinata
Gargara nigrocarinata är en insektsart som beskrevs av William D. Funkhouser 1914. Gargara nigrocarinata ingår i släktet Gargara och familjen hornstritar. Inga underarter finns listade i Catalogue of Life.